# Leonora Hughes
Leonora Marion Hughes (31 de marzo de 1897- febrero de 1978), también conocida como Leonore Hughes, fue una bailarina estadounidense y una de las parejas del bailarín belga Maurice Mouvet.

## Primeros años y educación
Leonora Hughes nació en Chicago y se crio en la ciudad de Nueva York. Fue una de los ocho hijos de Thomas Hughes y Mary McGuire Hughes. Sus padres eran inmigrantes irlandeses en los Estados Unidos.

## Carrera

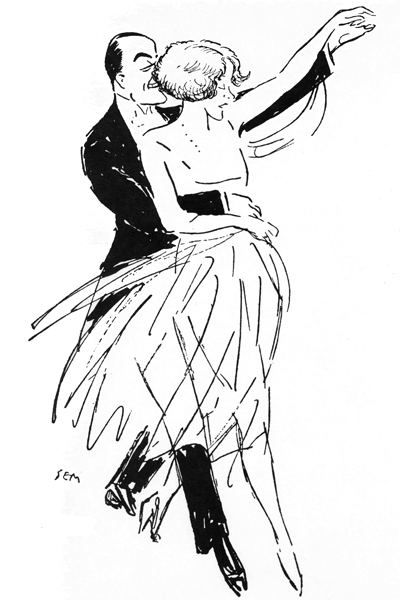
Ilustración de Leonora Hughes y Maurice Mouvet, dibujada por Sem, publicada originalmente en 1923

Hughes trabajó de joven como operadora telefónica. Fue la tercera pareja de baile de Maurice Mouvet, desde que éste se divorciase de Florence Walton y hasta que Leonore Hughes se retirara del baile para casarse en 1925. "Su principal virtud como pareja era su capacidad de adaptación a los estados de ánimo de Maurice", recordaba un artículo de 1927; "su trabajo juntos fue extraordinario". Durante varios años estuvieron de gira por Europa y Norteamérica, y actuaron juntos en Broadway en el musical Good Morning Dearie (1922).
Hughes fue considerada un referente de belleza en las décadas de 1920 y 1930. Edward Steichen la fotografió en 1923, para la revista Vogue, y en 1924 para Vanity Fair . Apareció en dos películas mudas: The Indestructible Wife (1919), protagonizada por Alice Brady, y The Rejected Woman (1924), protagonizada por Bela Lugosi y Alma Rubens.

## Vida personal
Alfonso de España y su primo, el duque Fernando de Dúrcal, cortejaron a Hughes a principios de la década de 1920. Tuvieron dos hijos, Carlos Fermín y María Matilde. Recibieron a visitantes internacionales, incluidos los príncipes británicos, John J. Pershing y Noël Coward, en el rancho ganadero de la familia Basualdo cerca del lago Nahuel Huapi. Su esposo murió en un accidente de lancha motora en 1935. Ella murió en Buenos Aires en 1978, a los 80 años.